# استان میسیونس
استان میسیونس (به انگلیسی: Provincia de Misiones)، یکی از ایالات ۲۳ گانه آرژانتین، واقع در شمال شرق کشور و منطقه میان رودان (بین رودهای پارانا و اروگوئه) می‌باشد. میسیونز از شمال غرب با کشور پاراگوئه، از شمال و شرق و جنوب با برزیل و از جنوب غرب با استان کورینتس مرز مشترک دارد.

## مشخصات
- مرکز: پوساداس
- مساحت: ۲۹۸۰۱ کیلومترمربع
- جمعیت: ۹۶۵۵۴۴ (تا ۲۰۰۱)
- فرماندار: مائوریس کلوس

## تاریخچه
ایالت در ابتدا زیستگاه بومیان گوارانی بود. سباستین کابوت نخستین اروپایی ای بود که در حال گذر از رودخانه پارانا (در سال ۱۵۲۷) از منطقه و همچنین آبشار آپیپه دیدن کرد. ۱۴ سال بعد، آلوار نونیز کابه زا ده واکا آبشار ایگواسو را کشف کرد.
در سدهٔ ۱۷ م؛ و پس از ورود اسپانیایی‌ها، اعضای انجمن عیسی، وابسته به فرقه یسوعی‌ها به این ناحیه آمدند. این مبلغان هیأتی اعزامی – تبلیغی بودند که در راستای سیاست کاهش جمعیت بومیان محلی از طریق مسیحی کردن منطقه تلاش می‌کردند. برجسته‌ترین آنها، هیئت «سان ایگناسیو» بود که در سال ۱۶۳۲ و در ۶۰ کیلومتری جنوب پوساداس (مرکز ایالت) کنونی تأسیس شد. این افراد در مدت کمی ۳۰ دهکده به وجود آوردند که تأثیر بسزایی در پیشرفت هنر و کشاورزی منطقه داشت. در سال ۱۷۵۹ دولت پرتغال بر اثر پافشاری نمایندهٔ ضد یسوعی‌اش – مارکی ده پومبال - دستور توقیف هیئت‌های منطقه را صادر کرد. او همچنین، پاپ کلمنت چهاردهم را به بازداشت اعضای جامعه یسوعی‌ها تشویق کرد. این سرکوب افزون بر امپراتوری پرتغال، در امپراتوری اسپانیا نیز انجام شد.
در سال ۱۸۱۴ رئیس ایالات متحدهٔ (آرژانتین) - خروازیو پوساداس – میسیونز را ضمیمهٔ ایالت کورینتس آرژانتین اعلام کرد (در آن زمان آرژانتین نیمه مستقل بود) اما با این حال میسیونز حتی به صورت دوفاکتو نیز تحت تسلط آرژانتین نبود و دیگر کشورها ادعای مالکیت آن را داشتند. سرانجام در سال ۱۸۳۰ نیروهای نظامی ایالت کورینتس کنترل میسیونز را به دست گرفتند.
عمده‌ترین گروه قومی – نژادی در پاراگوئه را بومیان گوارانی تشکیل می‌دهند. همین امر بهانه را به دست پاراگوئه می‌داد تا با ادعای اینکه بیشتر ساکنان میسیونز را بومیان گوارانی – عمده‌ترین گروه نژادی آن کشور – تشکیل می‌دهد میسیونز را اشغال کند (سال ۱۸۳۸). این ادعای پاراگوئه، آتش «جنگ اتحاد مثلث» خونین‌ترین درگیری در تاریخ نوین آمریکای جنوبی را (بین سال‌های ۱۸۶۴ تا ۱۸۷۰) روشن کرد. در این درگیری نظامی سه کشور آرژانتین، اروگوئه و برزیل متحد شدند و ضربه سختی به پاراگوئه وارد آوردند به گونه‌ای که آن کشور تقریباً ویران شد و از جمعیت مردان کاسته شد. شش سال پس از پایان جنگ، قرارداد صلح امضا شد و پاراگوئه از ادعای خود دست کشید. اوضاع اقتصادی میسیونز نیز پس از اینکه به‌طور رسمی به آرژانتین پیوست رو به بهبود می‌گذاشت.
در سال ۱۸۷۶ رئیس‌جمهور نیکولاس آویاندا به کمک پیترو کانسترو، که تمام تلاش خود را صرف آرامش و صلح در منطقه کرده بود، «قانون مهاجرت و استعمار» را تصویب کرد. این قانون اروپاییان را برای مهاجرت به آرژانتین و عمران و آبادی آن تشویق می‌کرد. در نتیجه شرکت‌های استعماری فراوانی به وجود آمد، مهاجران بیشماری، از اروپا و از طریق جنوب برزیل به میسیونز آمدند. از آن پس اوضاع سیاسی – اقتصادی منطقه رو به رشد بود. در ۱۰ دسامبر ۱۹۵۳ میسیونز استقلال خود را به عنوان ایالت به دست آورد.
در سال‌های بعد با احداث سد هیدروالکتریکی مشترک با پاراگوئه و ایالت کورینتس بر رودخانه پارانا، ایالت اعتباری بیش از پیش یافت.

## جغرافیا
میسیونز پس از توکومان، کوچک‌ترین ایالت کشور به‌شمار می‌رود.
فلات میسیونز بخشی کوچکی از کشور برزیل را نیز در بر می‌گیرد. صخره‌های این فلات مقادیر زیادی آهن دارند که به آن رنگی قرمز می‌دهد. در مرکز فلات، رشته کوه‌های سیرا ده میسیونز با قله‌ای به ارتفاع ۸۴۳ متر قرار گرفته‌است.
رودخانه‌های جاری در میسیونز عبارتند از: اروگوئه، ایگواسو، پارانا. زیباترین منظره ایالت را آبشار ایگواسو در شمال غرب میسیونز (هم‌مرز با ایالت پارانای برزیل) و در نزدیکی شهر پوئرتو ایگواسو و مرز پاراگوئه تشکیل می‌دهد.

## اقلیم
میسیونز با آب و هوایی نیمه استوایی یکی از مرطوب‌ترین مناطق کشور به حساب می‌آید. از پوشش گیاهی ایالت برای پرورش گله استفاده می‌شود.

## جمعیت
جمعیت میسیونز تا سال ۲۰۰۱، حدود ۹۶۵۰۰۰ بوده که بیشتر آن‌ها از نسل مهاجران سال‌های گذشته هستند. برخلاف دیگر مناطق آرژانتین که غالب مهاجران از طریق بوئنوس آیرس به آنجا آمدند، مهاجران میسیونز از طریق جنوب برزیل به این منطقه رهسپار شدند. از گروه‌های نژادی می‌توان به ایتالیایی‌ها، آلمانی‌ها، اسپانیایی‌ها، لهستانی‌ها، اکراینی‌ها و روس‌ها، دانمارکی‌ها و سوئدی‌ها، فرانسوی‌ها، سوئیسی‌ها، اعراب و ژاپنی‌ها اشاره کرد.

## اقتصاد
اقتصاد میسیونز با تولید ارزش ۸/۴ میلیارد دلار و درآمد سرانه ۴۹۴۰ دلار (۴۰ درصد زیر میانگین ملی) همچون دیگر ایالات شمالی کشور، نسبتاً کم توسعه می‌باشد. با وجود جغرافیای بارانی، کشاورزی تنها ۱۰ درصد اقتصاد ایالت را تشکیل می‌دهد. از جنگل‌های انبوه منطقه که شامل درختانی چون سرو، کاج پارانا، اوکالیپتوس، گواتامبو، پتیربی، آنچیکو و گی یکا است برای تولید چوب استفاده می‌شود. مهم‌ترین منبع درامدزای ایالت را گیاه ماته با تولید نیم میلیون تن در سال تشکیل می‌دهد.
از دیگر محصولات می‌توان به چای، مرکبات، توتون، نیشکر، قهوه و برنج اشاره کرد.

## تقسیمان سیاسی
ایالت به ۲۲ بخش (دپارتمان) تقسیم می‌شود.
| ۱ – بخش آپوستولس ۲ – بخش کایینگواس ۳ – بخش کانده لاریا ۴ – بخش مرکزی (با مرکزیت پوساداس) ۵ – بخش کونسپسیون دلا سیه را ۶ – بخش خنرال بلگرانو ۷ – بخش ال دورادو ۸ – بخش گوارانی ۹ – بخش ایگواسو | ۱۰ – بخش لئاندرو ان آلم ۱۱ – بخش لیبرتادور خنرال سان مارتین ۱۲ – بخش مونته کارلو ۱۳ – بخش اوبه را ۱۴ – بخش سان ایگناسیو ۱۵ – بخش سان خاویر ۱۶ – بخش سان پدرو ۱۷ – بخش ونتیسینیو ده مایو |  |